# Jean Baptiste Cipriani Franceschi
Jean Baptiste Cipriani Franceschi (Guagno, 1773 – Sant'Elena, 27 febbraio 1818) è stato un agente segreto italiano naturalizzato francese, intimo amico di Napoleone Bonaparte.

## Biografia
Jean Baptiste Cipriani Franceschi nacque a Guagno in Corsica nel 1773. Fin dalla giovinezza fu vicino alla famiglia Bonaparte, che accompagnò nella fuga a Marsiglia nel 1793.
Agente segreto al servizio di Saliceti, nel 1806, quando Saliceti fu nominato ministro di polizia a Napoli, divenne suo maggiordomo con il titolo di maestro di casa. Alla morte di Saliceti, Cipriani divenne capo di una rete di spie al servizio della Francia con sede a Genova. Sposò Adélaïde Charmant dalla quale ebbe due figli.

### Al fianco di Napoleone all’Elba e a Sant’Elena
Nel 1814 accompagnò Napoleone all'isola d'Elba. Durante i cento giorni fu ufficialmente il maggiordomo dell'imperatore, ma sembra che abbia svolto missioni segrete per suo conto.
Seguì Napoleone durante il suo esilio a Sant'Elena. Pur avendo la carica di maître d'hotel, si dedicò alla ricerca di informazioni e ad attività di spionaggio, favorito dal fatto che per provvedere all'approvvigionamento poteva muoversi liberamente. Morì improvvisamente il 27 febbraio 1818, colpito da violenti dolori addominali, e fu sepolto nell'isola. Sulle cause della sua morte, dovuta probabilmente a una peritonite, si è molto discusso, e si è ipotizzato anche un avvelenamento.

### Teoria dello scambio con Napoleone
Negli anni '60 fu avanzata su alcuni giornali francesi l'ipotesi di una sostituzione del cadavere di Napoleone con quello di Cipriani da parte degli inglesi, addirittura ad opera dello stesso Hudson Lowe, tornato effettivamente per qualche giorno nell'isola nel 1828. In base a questa tesi, avanzata nel 1969 da un giornalista, Georges Rétif (Anglais, rendez-nous Napoléon ... Napoléon n'est pas aux Invalides, Inglesi, restituiteci Napoleone ... Napoleone non è agli Invalides) e più volte ripresa negli anni seguenti, nella tomba di Parigi ci sarebbero i resti di Cipriani, mentre le spoglie dell'imperatore sarebbero sepolte in un luogo segreto a Westminster. Sull'onda del clamore mediatico suscitato da questa tesi, che presupponeva evidentemente l'esistenza di un grande complotto internazionale, si è levata in Francia qualche richiesta di una riapertura della tomba degli Invalides per esaminare resti con la tecnica del DNA, ipotesi ad oggi non presa in seria considerazione.